# Zygocera curta
Zygocera curta är en skalbaggsart som beskrevs av Stefan von Breuning 1939. Zygocera curta ingår i släktet Zygocera och familjen långhorningar. Inga underarter finns listade i Catalogue of Life.